# کریستاپور پیروموف
کریستاپور پیروموف (ارمنی: Քրիստափոր Փիրումով؛
انگلیسی: Christophor Pirumov زاده ۲۰ آوریل ۱۸۹۵ - درگذشته ۲۲ نوامبر ۱۹۸۵) انگل‌شناس و استاد دانشگاه اهل ارمنستان بود.

## زندگی‌نامه
وی در ۲۰ آوریل ۱۸۹۵ در شوشی به دنیا آمد و در سال ۱۹۱۷ از دانشگاه ملی تاراس شفچنکو کی‌یف فارغ‌التحصیل شد. در جبهه شرقی (جنگ جهانی دوم) خدمت نمود. وی وی عضو حزب کمونیست اتحاد شوروی بود وی همچنین برندهٔ جوایزی همچون نشان لنین، نشان انقلاب اکتبر، نشان ستاره سرخ، نشان جنگ میهنی درجه ۱ و درجه ۲، نشان برجسته افتخار، شهروند افتخاری ایروان و دانشمند شایسته ارمنستان شوروی بود. وی در ۲۲ نوامبر ۱۹۸۵ در سن ۹۰ سالگی در ایروان درگذشت.

## یادداشت
1. ↑  ru:Доктор наук
2. ↑  headed the a chair at Medical Institute Yerevan Tropical Institute